# هوراس شابمان
هوراس شابمان (بالإنجليزية: Horace Chapman)‏ (30 يونيو 1890 - 1 ديسمبر 1941) هو لاعب كريكت جنوب أفريقي. شارك مع منتخب جنوب أفريقيا الوطني للكريكت.

## وصلات خارجية
- هوراس شابمان على موقع إي آس بي آن كريك إنفو (الإنجليزية)